# Alcyonium valdiviae
Alcyonium valdiviae är en korallart som beskrevs av Kükenthal 1906. Alcyonium valdiviae ingår i släktet Alcyonium och familjen läderkoraller. Inga underarter finns listade i Catalogue of Life.